# Юріївка (Алчевський район)
Юріївка (до 1870-х рр. Щеглівка, до 2025 — Юр’ївка) — селище (з 1938) в Україні, у Алчевській міській громаді Алчевського району Луганської області.
Відповідно до Розпорядження Кабінету Міністрів України від 12 червня 2020 року № 717-р «Про визначення адміністративних центрів та затвердження територій територіальних громад Луганської області» увійшло до складу Алчевської міської громади.

## Історія
Засноване в 1840-х роках.
До 1917 рік — Катеринославська губернія, Слов'яносербський повіт, Білівська волость; у радянський період — Кам'янський район. Лютеранське фабричне село. Лютеранська парафія Ростов-Луганськ. Жителів: 350 (1905 рік), 126 (1924 рік).
7 (20) листопада 1917 року, відповідно до Третього Універсалу Української Центральної Ради, увійшло до складу Української Народної Республіки.  
05 червня 2025 року відповідно до Постанови Верховної Ради України № 4483-IX село Юр'ївка було перейменовано на село Юріївка. Постанова набула чинності 18 червня 2025 року.

## Населення
4 800 меш. (1984), 3 514 меш. (2001).

### Мова
Розподіл населення за рідною мовою за даними перепису 2001 року:
| Мова            | Кількість | Відсоток |
| --------------- | --------- | -------- |
| російська       | 2135      | 60.76%   |
| українська      | 1370      | 38.99%   |
| білоруська      | 5         | 0.14%    |
| інші/не вказали | 4         | 0.11%    |
| Усього          | 3514      | 100%     |

## Економіка
Видобуток кам'яного вугілля; швейно-трикотажна фабрика.

## Видатні особистості
Руденко Микола Данилович (1920—2004) — український письменник, філософ, громадський діяч, засновник Української Гельсінської Групи.